# Sahib
Sahib (del urdu y árabe, صاحب, "amigo" o "compañero") es el honorífico árabe que equivale a "Señor" o "Don" y que también se usa en otras lenguas habladas por musulmanes, como el urdu, el bengalí, y el pashto. Este término se puede también traducir como "gracia" o, en Sijismo, "honor de gurú". La forma femenina es "Sahiba" (صاحبة), "amiga" o "compañera". En la India Británica, Sahib era también un estilo formal, utilizado como un título adicional para aristócratas nativos, incluyendo soberanos de algunos estados y/o ciertos miembros de sus dinastías.
Una derivación conocida del título es Sahibzada (que en persa significa "hijo de Sahib"; -zada(h) es el sufijo persa de "hijo (de)"). Este también era un título formal usado por algunos príncipes de las dinastías musulmanas.

## Uso moderno
"Sahib" se usa comúnmente como término de respeto para los hombres del subcontinente indio. "Sahiba" del árabe "amiga" o "compañera" es usado como el término de respeto para las mujeres equivalente a "Señora" o "Señorita".
- Datos: Q1753329